# Samantha McGlone
Samantha McGlone (St. Catharines, 19 de julio de 1979) es una deportista canadiense que compitió en triatlón. Ganó una medalla en el Campeonato Mundial de Ironman de 2007, y dos medallas en el Campeonato Mundial de Ironman 70.3 en los años 2006 y 2007.

## Palmarés internacional
| Campeonato Mundial | Campeonato Mundial     | Campeonato Mundial | Campeonato Mundial |
| Año                | Lugar                  | Medalla            | Prueba             |
| ------------------ | ---------------------- | ------------------ | ------------------ |
| 2007               | Hawái (Estados Unidos) | Medalla de plata   | Individual         |

| Campeonato Mundial | Campeonato Mundial          | Campeonato Mundial | Campeonato Mundial |
| Año                | Lugar                       | Medalla            | Prueba             |
| ------------------ | --------------------------- | ------------------ | ------------------ |
| 2006               | Clearwater (Estados Unidos) | Medalla de oro     | Individual         |
| 2007               | Clearwater (Estados Unidos) | Medalla de plata   | Individual         |